# Medaliści igrzysk olimpijskich w narciarstwie dowolnym

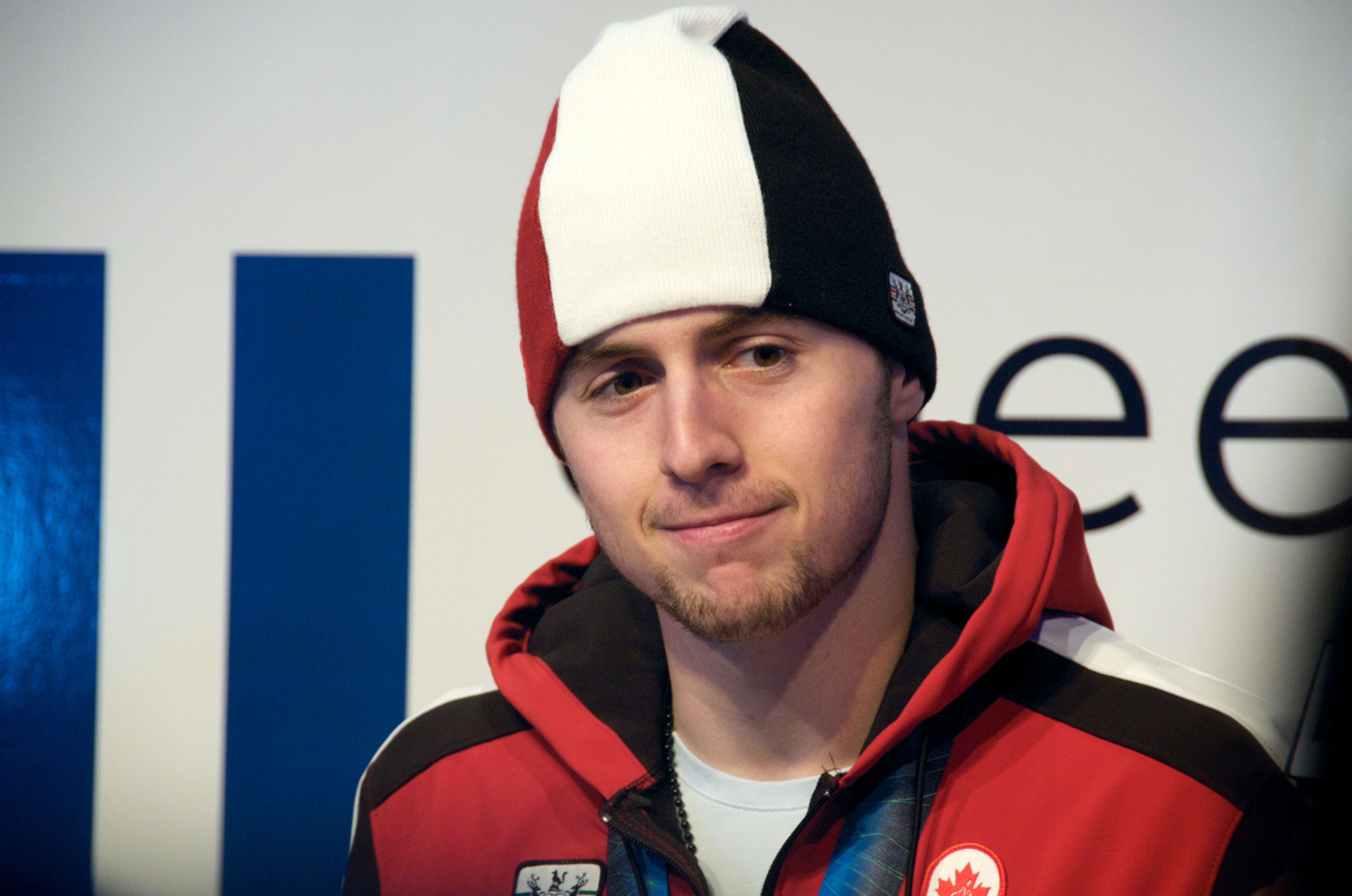
Alexandre Bilodeau – dwukrotny mistrz olimpijski w jeździe po muldach

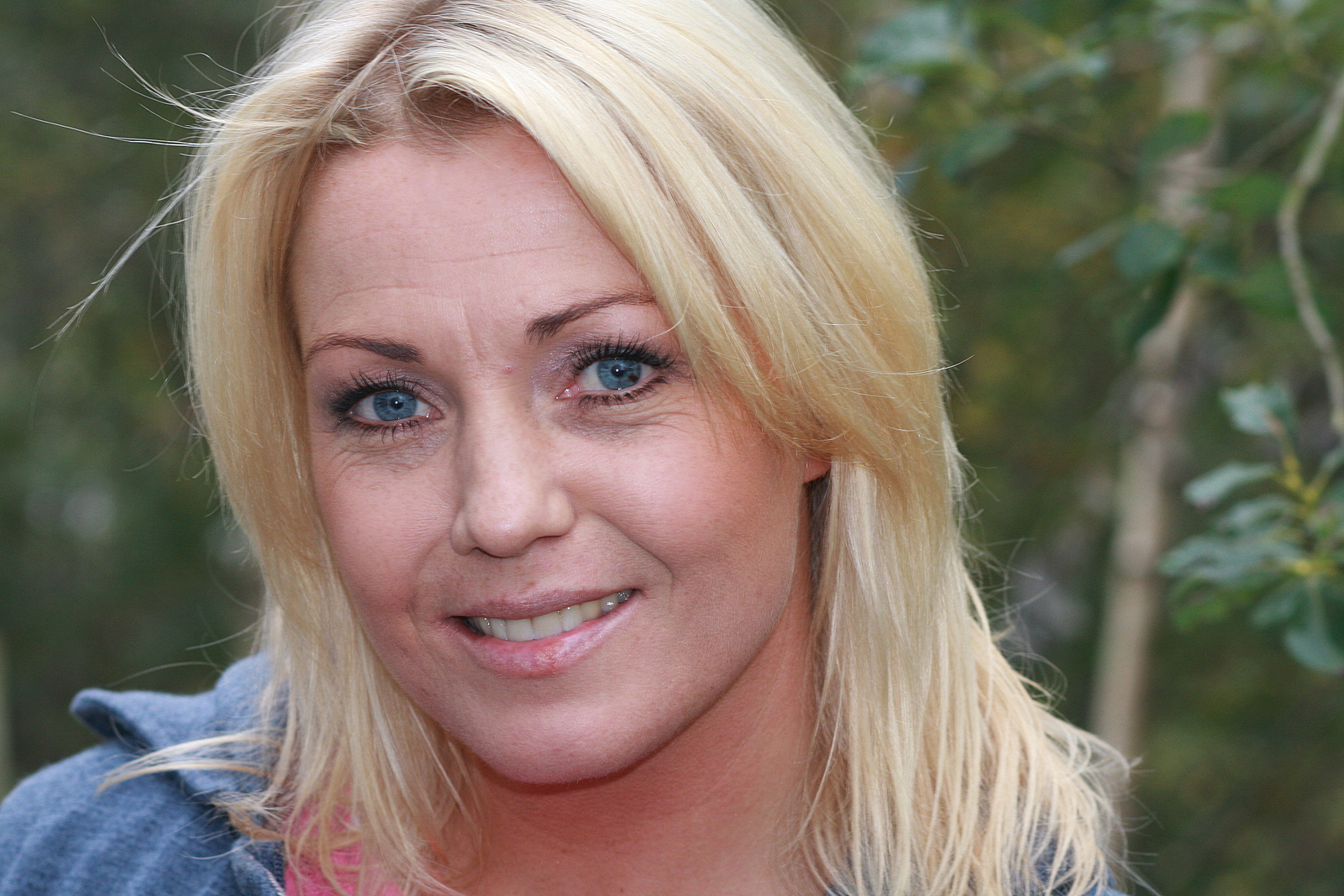
Kari Traa – trzykrotna medalistka olimpijska w jeździe po muldach

Medaliści igrzysk olimpijskich w narciarstwie dowolnym – zestawienie zawodników i zawodniczek, którzy przynajmniej raz stanęli na podium zawodów olimpijskich w narciarstwie dowolnym.
Narciarstwo dowolne po raz pierwszy w programie olimpijskim pojawiło się podczas igrzysk w Calgary w 1988 roku. Wówczas rozegrano zawody w jeździe po muldach, skokach akrobatycznych i balecie na nartach. Konkurencje te miały jednak charakter pokazowy i nie przyznawano za nie medali olimpijskich. Jako pełnoprawną dyscyplinę olimpijską narciarstwo dowolne włączono do kalendarza igrzysk w Albertville w 1992 roku. Skład konkurencji był taki jak w Calgary, jednak za rywalizację w jeździe po muldach przyznano medale. Podczas kolejnych zimowych igrzysk, w 1994 roku w Lillehammer, skoki akrobatyczne stały się pełnoprawną konkurencją olimpijską, zrezygnowano natomiast z rozgrywania zawodów w balecie. Konkurencje olimpijskie nie zmieniały się aż do igrzysk w Vancouver w 2010 roku – od tego momentu zaczęto rywalizować również w skicrossie. W 2014 roku, podczas igrzysk w Soczi, nowymi konkurencjami olimpijskimi zostały half-pipe i slopestyle.
Najwięcej medali olimpijskich w narciarstwie dowolnym zdobyli zawodnicy i zawodniczki z Kanady, w dorobku których jest 25 medali – 12 złotych, 9 srebrnych i 4 brązowe.
Najbardziej utytułowanymi zawodnikami są Kanadyjczyk Alexandre Bilodeau i Amerykanin David Wise, którzy mają na koncie po dwa złote medale olimpijskie. W klasyfikacji zawodniczek najlepsza jest Norweżka Kari Traa, w której dorobku są trzy medale, po jednym z każdego koloru. Traa pozostaje jedyną, która zdobyła trzy medale olimpijskie w narciarstwie dowolnym.
Dwukrotnie zdarzyło się, że wszystkie miejsca na podium olimpijskim zajęli reprezentanci jednego kraju. Obie te sytuacje wydarzyły się w 2014 roku w Soczi – najpierw w slopestyle’u wszystkie medale zdobyli Amerykanie (Joss Christensen, Augustus Kenworthy i Nicholas Goepper), a następnie w skicrossie dokonali tego Francuzi (Jean Frédéric Chapuis, Arnaud Bovolenta i Jonathan Midol).

## Medaliści chronologicznie

### Jazda po muldach mężczyzn
Poniższa tabela przedstawia wszystkich medalistów igrzysk olimpijskich w jeździe po muldach mężczyzn w latach 1992–2022. Pierwszym zawodnikiem, który zdobył medale w tej konkurencji na dwóch kolejnych igrzyskach, był Edgar Grospiron w 1992 i 1994 roku. Poza nim dokonali tego Janne Lahtela w 1998 i 2002 roku, Dale Begg-Smith w 2006 i 2010 roku oraz Alexandre Bilodeau w 2010 i 2014 roku. Ten ostatni jest również pierwszym narciarzem dowolnym, który obronił tytuł mistrza olimpijskiego i pierwszym zdobywcą dwóch złotych medali olimpijskich w tej dyscyplinie.
W tabeli nie uwzględniono zawodów pokazowych rozegranych w 1988 roku, podczas igrzysk w Calgary. W zawodach tych pierwsze miejsce zajął Håkan Hansson, drugi był Hans Engelsen Eide, a trzeci Edgar Grospiron.
| Rok i miejsce        |                   | Złoto              |                   | Srebro             |                   | Brąz                 | Źr.    |
| -------------------- | ----------------- | ------------------ | ----------------- | ------------------ | ----------------- | -------------------- | ------ |
| 1992, Albertville    | Francja           | Edgar Grospiron    | Francja           | Olivier Allamand   | Stany Zjednoczone | Nelson Carmichael    | [ 3 ]  |
| 1994, Lillehammer    | Kanada            | Jean-Luc Brassard  | Rosja             | Siergiej Szuplecow | Francja           | Edgar Grospiron      | [ 4 ]  |
| 1998, Nagano         | Stany Zjednoczone | Jonathan Moseley   | Finlandia         | Janne Lahtela      | Finlandia         | Sami Mustonen        | [ 5 ]  |
| 2002, Salt Lake City | Finlandia         | Janne Lahtela      | Stany Zjednoczone | Travis Mayer       | Francja           | Richard Gay          | [ 6 ]  |
| 2006, Turyn          | Australia         | Dale Begg-Smith    | Finlandia         | Mikko Ronkainen    | Stany Zjednoczone | Toby Dawson          | [ 7 ]  |
| 2010, Vancouver      | Kanada            | Alexandre Bilodeau | Australia         | Dale Begg-Smith    | Stany Zjednoczone | Bryon Wilson         | [ 8 ]  |
| 2014, Soczi          | Kanada            | Alexandre Bilodeau | Kanada            | Mikaël Kingsbury   | Rosja             | Aleksandr Smyszlajew | [ 9 ]  |
| 2018, Pjongczang     | Kanada            | Mikaël Kingsbury   | Australia         | Matt Graham        | Japonia           | Daichi Hara          | [ 10 ] |
| 2022, Pekin          | Szwecja           | Walter Wallberg    | Kanada            | Mikaël Kingsbury   | Japonia           | Ikuma Horishima      | [ 11 ] |

### Skoki akrobatyczne mężczyzn
W poniższym zestawieniu ujęto wszystkich medalistów igrzysk olimpijskich w skokach akrobatycznych mężczyzn w latach 1994–2022. W tej konkurencji najbardziej utytułowanym zawodnikiem jest Ukrainiec Ołeksandr Abramenko, w dorobku którego jest złoty i srebrny medal.
W tabeli nie przedstawiono zawodów pokazowych rozegranych w 1988 i 1992 roku. W Calgary zwyciężył Jean-Marc Rozon, drugi był Didier Méda, a trzeci Lloyd Langlois. W Albertville triumfował Philippe LaRoche, drugie miejsce zajął Nicolas Fontaine, a trzeci był Didier Méda.
| Rok i miejsce        |                   | Złoto                |                   | Srebro               |          | Brąz                 | Źr.    |
| -------------------- | ----------------- | -------------------- | ----------------- | -------------------- | -------- | -------------------- | ------ |
| 1994, Lillehammer    |                   | Andreas Schönbächler | Kanada            | Philippe LaRoche     | Kanada   | Lloyd Langlois       | [ 14 ] |
| 1998, Nagano         | Stany Zjednoczone | Eric Bergoust        | Francja           | Sébastien Foucras    | Białoruś | Dzmitryj Daszczynski | [ 15 ] |
| 2002, Salt Lake City | Czechy            | Aleš Valenta         | Stany Zjednoczone | Joe Pack             | Białoruś | Alaksiej Hryszyn     | [ 16 ] |
| 2006, Turyn          |                   | Han Xiaopeng         | Białoruś          | Dzmitryj Daszczynski | Rosja    | Władimir Lebiediew   | [ 17 ] |
| 2010, Vancouver      | Białoruś          | Alaksiej Hryszyn     | Stany Zjednoczone | Jeret Peterson       |          | Liu Zhongqing        | [ 18 ] |
| 2014, Soczi          | Białoruś          | Anton Kusznir        | Australia         | David Morris         |          | Jia Zongyang         | [ 19 ] |
| 2018, Pjongczang     | Ukraina           | Ołeksandr Abramenko  |                   | Jia Zongyang         |          | Ilja Burow           | [ 20 ] |
| 2022, Pekin          |                   | Qi Guangpu           | Ukraina           | Ołeksandr Abramenko  |          | Ilja Burow           | [ 21 ] |

### Skicross mężczyzn
W zestawieniu pokazano medalistów igrzysk olimpijskich w skicrossie mężczyzn w latach 2010–2018. Żaden z narciarzy nie wywalczył więcej niż jednego medalu w tej konkurencji. Podczas igrzysk w Soczi całe podium olimpijskie zajęli reprezentanci Francji.
| Rok i miejsce    |         | Złoto                 |         | Srebro             |          | Brąz            | Źr.    |
| ---------------- | ------- | --------------------- | ------- | ------------------ | -------- | --------------- | ------ |
| 2010, Vancouver  |         | Michael Schmid        | Austria | Andreas Matt       | Norwegia | Audun Grønvold  | [ 22 ] |
| 2014, Soczi      | Francja | Jean Frédéric Chapuis | Francja | Arnaud Bovolenta   | Francja  | Jonathan Midol  | [ 23 ] |
| 2018, Pjongczang | Kanada  | Brady Leman           |         | Marc Bischofberger |          | Siergiej Ridzik | [ 24 ] |

### Slopestyle mężczyzn
Slopestyle mężczyzn włączono do kalendarza igrzysk olimpijskich w 2014 roku w Soczi. Medalistami zostali reprezentanci Stanów Zjednoczonych, jeden z nich – Nicholas Goepper zdobył także medale podczas igrzysk w Pjongczangu i Pekinie. W tabeli przedstawiono medalistów w latach 2014–2022.
| Rok i miejsce    |                   | Złoto            |                   | Srebro             |                   | Brąz                   | Źr.    |
| ---------------- | ----------------- | ---------------- | ----------------- | ------------------ | ----------------- | ---------------------- | ------ |
| 2014, Soczi      | Stany Zjednoczone | Joss Christensen | Stany Zjednoczone | Augustus Kenworthy | Stany Zjednoczone | Nicholas Goepper       | [ 26 ] |
| 2018, Pjongczang | Norwegia          | Øystein Bråten   | Stany Zjednoczone | Nicholas Goepper   | Kanada            | Alex Beaulieu-Marchand | [ 27 ] |
| 2022, Pekin      | Stany Zjednoczone | Alexander Hall   | Stany Zjednoczone | Nicholas Goepper   | Szwecja           | Jesper Tjäder          | [ 28 ] |

### Half-pipe mężczyzn
Half-pipe mężczyzn zadebiutował na igrzyskach olimpijskich w Soczi w 2014 roku. W poniższej tabeli przedstawiono medalistów w tej konkurencji.
| Rok i miejsce    |                   | Złoto      |                   | Srebro         |               | Brąz          | Źr.    |
| ---------------- | ----------------- | ---------- | ----------------- | -------------- | ------------- | ------------- | ------ |
| 2014, Soczi      | Stany Zjednoczone | David Wise | Kanada            | Micheal Riddle | Francja       | Kevin Rolland | [ 29 ] |
| 2018, Pjongczang | Stany Zjednoczone | David Wise | Stany Zjednoczone | Alex Ferreira  | Nowa Zelandia | Nico Porteous | [ 30 ] |

### Big air mężczyzn
Big air mężczyzn w narciarstwie dowolnym po raz pierwszy znalazł się w kalendarzu olimpijskim w Pekinie w 2022 roku. Poniżej wymieniono medalistów olimpijskich w tej konkurencji.
| Rok i miejsce |          | Złoto     |                   | Srebro          |         | Brąz           | Źr.    |
| ------------- | -------- | --------- | ----------------- | --------------- | ------- | -------------- | ------ |
| 2022, Pekin   | Norwegia | Birk Ruud | Stany Zjednoczone | Colby Stevenson | Szwecja | Henrik Harlaut | [ 31 ] |

### Jazda po muldach kobiet
Poniższa tabela przedstawia wszystkie medalistki igrzysk olimpijskich w jeździe po muldach kobiet w latach 1992–2022. Najwięcej medali – sześć – zdobyły w tej konkurencji reprezentantki Stanów Zjednoczonych. Multimedalistkami w jeździe po muldach są: Kari Traa (złoto, srebro i brąz w latach 1998–2006) – jedyna narciarka dowolna z trzema medalami na koncie oraz Stine Lise Hattestad (złoto i brąz w latach 1992–1994), Jelizawieta Kożewnikowa (srebro i brąz w latach 1992–1994), Tae Satoya (złoto i brąz w latach 1998–2002), Shannon Bahrke (srebro i brąz w latach 2002–2010), Jennifer Heil (złoto i srebro w latach 2006–2010) oraz Hannah Kearney (złoto i brąz w latach 2010–2014).
W zestawieniu nie uwzględniono zawodów pokazowych rozegranych w 1988 roku, podczas igrzysk w Calgary. W zawodach tych pierwsze miejsce zajęła Tatjana Mittermayer, druga była Raphaëlle Monod, a trzecia Conny Kissling.
| Rok i miejsce        |                   | Złoto                   |                   | Srebro                  |                   | Brąz                    | Źr.    |
| -------------------- | ----------------- | ----------------------- | ----------------- | ----------------------- | ----------------- | ----------------------- | ------ |
| 1992, Albertville    | Stany Zjednoczone | Donna Weinbrecht        |                   | Jelizawieta Kożewnikowa | Norwegia          | Stine Lise Hattestad    | [ 33 ] |
| 1994, Lillehammer    | Norwegia          | Stine Lise Hattestad    | Stany Zjednoczone | Elizabeth McIntyre      | Rosja             | Jelizawieta Kożewnikowa | [ 34 ] |
| 1998, Nagano         | Japonia           | Tae Satoya              | Niemcy            | Tatjana Mittermayer     | Norwegia          | Kari Traa               | [ 35 ] |
| 2002, Salt Lake City | Norwegia          | Kari Traa               | Stany Zjednoczone | Shannon Bahrke          | Japonia           | Tae Satoya              | [ 36 ] |
| 2006, Turyn          | Kanada            | Jennifer Heil           | Norwegia          | Kari Traa               | Francja           | Sandra Laoura           | [ 37 ] |
| 2010, Vancouver      | Stany Zjednoczone | Hannah Kearney          | Kanada            | Jennifer Heil           | Stany Zjednoczone | Shannon Bahrke          | [ 38 ] |
| 2014, Soczi          | Kanada            | Justine Dufour-Lapointe | Kanada            | Chloé Dufour-Lapointe   | Stany Zjednoczone | Hannah Kearney          | [ 39 ] |
| 2018, Pjongczang     | Francja           | Perrine Laffont         | Kanada            | Justine Dufour-Lapointe | Kazachstan        | Julija Gałyszewa        | [ 40 ] |
| 2022, Pekin          | Australia         | Jakara Anthony          | Stany Zjednoczone | Jaelin Kauf             |                   | Anastasija Smirnowa     | [ 41 ] |

### Skoki akrobatyczne kobiet
W tabeli zaprezentowano wszystkie medalistki igrzysk olimpijskich w skokach akrobatycznych kobiet w latach 1994–2022. Najwięcej medali w tej konkurencji zdobyły Chinki, które siedmiokrotnie stanęły na podium olimpijskim. Najbardziej utytułowanymi zawodniczkami są Xu Mengtao i Hanna Huśkowa – obie zdobyły po jednym złotym i jednym srebrnym medalu. Multimedalistkami są również Australijki Alisa Camplin i Lydia Lassila (obie po jednym złotym i brązowym medalu) oraz Chinka Li Nina (dwa srebrne medale).
W zestawieniu nie uwzględniono zawodów pokazowych rozegranych w 1988 i 1992 roku. W Calgary zwyciężyła Melanie Palenik, druga była Sonja Reichart, a trzecia Carin Hernskog. W Albertville wygrała Colette Brand, na drugim miejscu uplasowała się Marie Lindgren, a na trzecim Elfie Simchen.
| Rok i miejsce        |                   | Złoto           |          | Srebro           |                   | Brąz              | Źr.    |
| -------------------- | ----------------- | --------------- | -------- | ---------------- | ----------------- | ----------------- | ------ |
| 1994, Lillehammer    | Uzbekistan        | Lina Cheryazova | Szwecja  | Marie Lindgren   | Norwegia          | Hilde Synnøve Lid | [ 44 ] |
| 1998, Nagano         | Stany Zjednoczone | Nicole Stone    |          | Xu Nannan        |                   | Colette Brand     | [ 45 ] |
| 2002, Salt Lake City | Australia         | Alisa Camplin   | Kanada   | Veronica Brenner | Kanada            | Deidra Dionne     | [ 46 ] |
| 2006, Turyn          |                   | Evelyne Leu     |          | Li Nina          | Australia         | Alisa Camplin     | [ 47 ] |
| 2010, Vancouver      | Australia         | Lydia Lassila   |          | Li Nina          |                   | Guo Xinxin        | [ 48 ] |
| 2014, Soczi          | Białoruś          | Ałła Cuper      |          | Xu Mengtao       | Australia         | Lydia Lassila     | [ 49 ] |
| 2018, Pjongczang     | Białoruś          | Hanna Huśkowa   |          | Zhang Xin        |                   | Kong Fanyu        | [ 50 ] |
| 2022, Pekin          |                   | Xu Mengtao      | Białoruś | Hanna Huśkowa    | Stany Zjednoczone | Megan Nick        | [ 51 ] |

### Skicross kobiet
Skicross kobiet jest w programie igrzysk olimpijskich od igrzysk w 2010 roku w Vancouver. We wszystkich trzech konkursach złote medale zdobyły Kanadyjki. W poniższej tabeli przedstawiono medalistki zawodów.
| Rok i miejsce    |        | Złoto             |          | Srebro          |         | Brąz             | Źr.    |
| ---------------- | ------ | ----------------- | -------- | --------------- | ------- | ---------------- | ------ |
| 2010, Vancouver  | Kanada | Ashleigh McIvor   | Norwegia | Hedda Berntsen  | Francja | Marion Josserand | [ 52 ] |
| 2014, Soczi      | Kanada | Marielle Thompson | Kanada   | Kelsey Serwa    | Szwecja | Anna Holmlund    | [ 53 ] |
| 2018, Pjongczang | Kanada | Kelsey Serwa      | Kanada   | Brittany Phelan |         | Fanny Smith      | [ 54 ] |

### Slopestyle kobiet
Slopestyle kobiet zadebiutował na igrzyskach olimpijskich w 2014 roku w Soczi. Poniżej przedstawiono medalistki w tej konkurencji w latach 2014–2022.
| Rok i miejsce    |        | Złoto            |                   | Srebro           |                 | Brąz          | Źr.    |
| ---------------- | ------ | ---------------- | ----------------- | ---------------- | --------------- | ------------- | ------ |
| 2014, Soczi      | Kanada | Dara Howell      | Stany Zjednoczone | Devin Logan      | Kanada          | Kim Lamarre   | [ 55 ] |
| 2018, Pjongczang |        | Sarah Höfflin    |                   | Mathilde Gremaud | Wielka Brytania | Isabel Atkin  | [ 56 ] |
| 2022, Pekin      |        | Mathilde Gremaud |                   | Eileen Gu        | Estonia         | Kelly Sildaru | [ 57 ] |

### Half-pipe kobiet
Half-pipe kobiet po raz pierwszy włączono do kalendarza olimpijskiego w Soczi w 2014 roku. Poniżej wymieniono medalistki olimpijskie w tej konkurencji.
| Rok i miejsce    |                   | Złoto         |         | Srebro         |                   | Brąz            | Źr.    |
| ---------------- | ----------------- | ------------- | ------- | -------------- | ----------------- | --------------- | ------ |
| 2014, Soczi      | Stany Zjednoczone | Maddie Bowman | Francja | Marie Martinod | Japonia           | Ayana Onozuka   | [ 58 ] |
| 2018, Pjongczang | Kanada            | Cassie Sharpe | Francja | Marie Martinod | Stany Zjednoczone | Brita Sigourney | [ 59 ] |

### Big air kobiet
Big air kobiet w narciarstwie dowolnym po raz pierwszy znalazł się w kalendarzu olimpijskim w Pekinie w 2022 roku. Poniżej wymieniono medalistki olimpijskie w tej konkurencji.
| Rok i miejsce |  | Złoto     |         | Srebro      |  | Brąz             | Źr.    |
| ------------- |  | --------- | ------- | ----------- |  | ---------------- | ------ |
| 2022, Pekin   |  | Eileen Gu | Francja | Tess Ledeux |  | Mathilde Gremaud | [ 60 ] |

### Skoki akrobatyczne drużynowo
Od igrzysk w Pekinie w 2022 roku w programie olimpijskim znajduje się rywalizacja drużynowa w skokach akrobatycznych. Poniżej przedstawiono medalistów w tej konkurencji.
| Rok i miejsce | Złoto                                                     | Srebro                                  | Brąz                                              | Źr.    |
| ------------- | --------------------------------------------------------- | --------------------------------------- | ------------------------------------------------- | ------ |
| 2022, Pekin   | USA Ashley Caldwell Christopher Lillis Justin Schoenefeld | ChRL Xu Mengtao Jia Zongyang Qi Guangpu | Kanada Marion Thénault Miha Fontaine Lewis Irving | [ 61 ] |

## Klasyfikacje medalowe

### Klasyfikacja zawodników
Stan na 16 lutego 2022
W poniższym zestawieniu ujęto klasyfikację zawodników, którzy zdobyli przynajmniej jeden medal olimpijski w narciarstwie dowolnym. W przypadku, gdy dany zawodnik zdobywał medale dla dwóch krajów, podano wszystkie państwa, w barwach których startował. W przypadku, gdy dwóch zawodników zdobyło tę samą liczbę medali wszystkich kolorów, wzięto pod uwagę najpierw kolejność chronologiczną, a następnie porządek alfabetyczny.
W statystykach nie uwzględniono konkurencji pokazowych rozegranych w 1988 i 1992 roku.
| Miejsce | Zawodnik               | Państwo                      | Lata      | Złoto | Srebro | Brąz | Razem |
| ------- | ---------------------- | ---------------------------- | --------- | ----- | ------ | ---- | ----- |
| 1.      | Alexandre Bilodeau     | Kanada                       | 2010–2014 | 2     | –      | –    | 2     |
| 1.      | David Wise             | USA                          | 2014–2018 | 2     | –      | –    | 2     |
| 3.      | Mikaël Kingsbury       | Kanada                       | 2014–2022 | 1     | 2      | –    | 3     |
| 4.      | Janne Lahtela          | Finlandia                    | 1998–2002 | 1     | 1      | –    | 2     |
| 4.      | Dale Begg-Smith        | Australia                    | 2006–2010 | 1     | 1      | –    | 2     |
| 4.      | Ołeksandr Abramenko    | Ukraina                      | 2018–2022 | 1     | 1      | –    | 2     |
| 4.      | Qi Guangpu             | ChRL                         | 2022      | 1     | 1      | –    | 2     |
| 8.      | Edgar Grospiron        | Francja                      | 1992–1994 | 1     | –      | 1    | 2     |
| 8.      | Alaksiej Hryszyn       | Białoruś                     | 2002–2010 | 1     | –      | 1    | 2     |
| 10.     | Jean-Luc Brassard      | Kanada                       | 1994      | 1     | –      | –    | 1     |
| 10.     | Andreas Schönbächler   | Szwajcaria                   | 1994      | 1     | –      | –    | 1     |
| 10.     | Eric Bergoust          | USA                          | 1998      | 1     | –      | –    | 1     |
| 10.     | Jonathan Moseley       | USA                          | 1998      | 1     | –      | –    | 1     |
| 10.     | Aleš Valenta           | Czechy                       | 2002      | 1     | –      | –    | 1     |
| 10.     | Han Xiaopeng           | ChRL                         | 2006      | 1     | –      | –    | 1     |
| 10.     | Michael Schmid         | Szwajcaria                   | 2010      | 1     | –      | –    | 1     |
| 10.     | Jean Frédéric Chapuis  | Francja                      | 2014      | 1     | –      | –    | 1     |
| 10.     | Joss Christensen       | USA                          | 2014      | 1     | –      | –    | 1     |
| 10.     | Anton Kusznir          | Białoruś                     | 2014      | 1     | –      | –    | 1     |
| 10.     | Øystein Bråten         | Norwegia                     | 2018      | 1     | –      | –    | 1     |
| 10.     | Brady Leman            | Kanada                       | 2018      | 1     | –      | –    | 1     |
| 10.     | Alexander Hall         | USA                          | 2022      | 1     | –      | –    | 1     |
| 10.     | Christopher Lillis     | USA                          | 2022      | 1     | –      | –    | 1     |
| 10.     | Birk Ruud              | Norwegia                     | 2022      | 1     | –      | –    | 1     |
| 10.     | Justin Schoenefeld     | USA                          | 2022      | 1     | –      | –    | 1     |
| 10.     | Walter Wallberg        | Szwecja                      | 2022      | 1     | –      | –    | 1     |
| 27.     | Nicholas Goepper       | USA                          | 2014–2022 | –     | 2      | 1    | 3     |
| 27.     | Jia Zongyang           | ChRL                         | 2014–2022 | –     | 2      | 1    | 3     |
| 29.     | Dzmitryj Daszczynski   | Białoruś                     | 1998–2006 | –     | 1      | 1    | 2     |
| 30.     | Olivier Allamand       | Francja                      | 1992      | –     | 1      | –    | 1     |
| 30.     | Philippe LaRoche       | Kanada                       | 1994      | –     | 1      | –    | 1     |
| 30.     | Siergiej Szuplecow     | Rosja                        | 1994      | –     | 1      | –    | 1     |
| 30.     | Sébastien Foucras      | Francja                      | 1998      | –     | 1      | –    | 1     |
| 30.     | Travis Mayer           | USA                          | 2002      | –     | 1      | –    | 1     |
| 30.     | Joe Pack               | USA                          | 2002      | –     | 1      | –    | 1     |
| 30.     | Mikko Ronkainen        | Finlandia                    | 2006      | –     | 1      | –    | 1     |
| 30.     | Andreas Matt           | Austria                      | 2010      | –     | 1      | –    | 1     |
| 30.     | Jeret Peterson         | USA                          | 2010      | –     | 1      | –    | 1     |
| 30.     | Arnaud Bovolenta       | Francja                      | 2014      | –     | 1      | –    | 1     |
| 30.     | Augustus Kenworthy     | USA                          | 2014      | –     | 1      | –    | 1     |
| 30.     | David Morris           | Australia                    | 2014      | –     | 1      | –    | 1     |
| 30.     | Micheal Riddle         | Kanada                       | 2014      | –     | 1      | –    | 1     |
| 30.     | Marc Bischofberger     | Szwajcaria                   | 2018      | –     | 1      | –    | 1     |
| 30.     | Alex Ferreira          | USA                          | 2018      | –     | 1      | –    | 1     |
| 30.     | Matt Graham            | Australia                    | 2018      | –     | 1      | –    | 1     |
| 30.     | Colby Stevenson        | USA                          | 2022      | –     | 1      | –    | 1     |
| 47.     | Ilja Burow             | Olimpijscy sportowcy z Rosji | 2018–2022 | –     | –      | 2    | 2     |
| 48.     | Nelson Carmichael      | USA                          | 1992      | –     | –      | 1    | 1     |
| 48.     | Lloyd Langlois         | Kanada                       | 1994      | –     | –      | 1    | 1     |
| 48.     | Sami Mustonen          | Finlandia                    | 1998      | –     | –      | 1    | 1     |
| 48.     | Richard Gay            | Francja                      | 2002      | –     | –      | 1    | 1     |
| 48.     | Toby Dawson            | USA                          | 2006      | –     | –      | 1    | 1     |
| 48.     | Władimir Lebiediew     | Rosja                        | 2006      | –     | –      | 1    | 1     |
| 48.     | Audun Grønvold         | Norwegia                     | 2010      | –     | –      | 1    | 1     |
| 48.     | Bryon Wilson           | USA                          | 2010      | –     | –      | 1    | 1     |
| 48.     | Liu Zhongqing          | ChRL                         | 2010      | –     | –      | 1    | 1     |
| 48.     | Jonathan Midol         | Francja                      | 2014      | –     | –      | 1    | 1     |
| 48.     | Kevin Rolland          | Francja                      | 2014      | –     | –      | 1    | 1     |
| 48.     | Aleksandr Smyszlajew   | Rosja                        | 2014      | –     | –      | 1    | 1     |
| 48.     | Alex Beaulieu-Marchand | Kanada                       | 2018      | –     | –      | 1    | 1     |
| 48.     | Daichi Hara            | Japonia                      | 2018      | –     | –      | 1    | 1     |
| 48.     | Nico Porteous          | Nowa Zelandia                | 2018      | –     | –      | 1    | 1     |
| 48.     | Siergiej Ridzik        | Olimpijscy sportowcy z Rosji | 2018      | –     | –      | 1    | 1     |
| 48.     | Miha Fontaine          | Kanada                       | 2022      | –     | –      | 1    | 1     |
| 48.     | Henrik Harlaut         | Szwecja                      | 2022      | –     | –      | 1    | 1     |
| 48.     | Ikuma Horishima        | Japonia                      | 2022      | –     | –      | 1    | 1     |
| 48.     | Lewis Irving           | Kanada                       | 2022      | –     | –      | 1    | 1     |
| 48.     | Jesper Tjäder          | Szwecja                      | 2022      | –     | –      | 1    | 1     |

### Klasyfikacja zawodniczek
Stan na 15 lutego 2022
W poniższej tabeli przedstawiono klasyfikację zawodniczek, które zdobyły przynajmniej jeden medal olimpijski w narciarstwie dowolnym. W przypadku zawodniczek, które startowały pod kilkoma nazwiskami, ujęto wszystkie te nazwiska. Podobnie uczyniono w przypadku zawodniczek startujących w barwach kilku państw. W przypadku zawodniczek z taką samą liczbą medali wszystkich kruszców w pierwszej kolejności wzięto pod uwagę rok zdobycia pierwszego medalu olimpijskiego, a w drugiej porządek alfabetyczny.
W statystykach nie uwzględniono konkurencji pokazowych rozegranych w 1988 i 1992 roku.
| Miejsce | Zawodniczka             | Państwo                     | Lata      | Złoto | Srebro | Brąz | Razem |
| ------- | ----------------------- | --------------------------- | --------- | ----- | ------ | ---- | ----- |
| 1.      | Xu Mengtao              | ChRL                        | 2014–2022 | 1     | 2      | –    | 3     |
| 2.      | Kari Traa               | Norwegia                    | 1998–2006 | 1     | 1      | 1    | 3     |
| 2.      | Mathilde Gremaud        | Szwajcaria                  | 2018–2022 | 1     | 1      | 1    | 3     |
| 4.      | Jennifer Heil           | Kanada                      | 2006–2010 | 1     | 1      | –    | 2     |
| 4.      | Justine Dufour-Lapointe | Kanada                      | 2014–2018 | 1     | 1      | –    | 2     |
| 4.      | Kelsey Serwa            | Kanada                      | 2014–2018 | 1     | 1      | –    | 2     |
| 4.      | Hanna Huśkowa           | Białoruś                    | 2018–2022 | 1     | 1      | –    | 2     |
| 4.      | Eileen Gu               | ChRL                        | 2022      | 1     | 1      | –    | 2     |
| 9.      | Stine Lise Hattestad    | Norwegia                    | 1992–1994 | 1     | –      | 1    | 2     |
| 9.      | Tae Satoya              | Japonia                     | 1998–2002 | 1     | –      | 1    | 2     |
| 9.      | Alisa Camplin           | Australia                   | 2002–2006 | 1     | –      | 1    | 2     |
| 9.      | Hannah Kearney          | USA                         | 2010–2014 | 1     | –      | 1    | 2     |
| 9.      | Lydia Lassila           | Australia                   | 2010–2014 | 1     | –      | 1    | 2     |
| 14.     | Donna Weinbrecht        | USA                         | 1992      | 1     | –      | –    | 1     |
| 14.     | Lina Cheryazova         | Uzbekistan                  | 1994      | 1     | –      | –    | 1     |
| 14.     | Nicole Stone            | USA                         | 1998      | 1     | –      | –    | 1     |
| 14.     | Evelyne Leu             | Szwajcaria                  | 2006      | 1     | –      | –    | 1     |
| 14.     | Ashleigh McIvor         | Kanada                      | 2010      | 1     | –      | –    | 1     |
| 14.     | Maddie Bowman           | USA                         | 2014      | 1     | –      | –    | 1     |
| 14.     | Ałła Cuper              | Białoruś                    | 2014      | 1     | –      | –    | 1     |
| 14.     | Dara Howell             | Kanada                      | 2014      | 1     | –      | –    | 1     |
| 14.     | Marielle Thompson       | Kanada                      | 2014      | 1     | –      | –    | 1     |
| 14.     | Sarah Höfflin           | Szwajcaria                  | 2018      | 1     | –      | –    | 1     |
| 14.     | Perrine Laffont         | Francja                     | 2018      | 1     | –      | –    | 1     |
| 14.     | Cassie Sharpe           | Kanada                      | 2018      | 1     | –      | –    | 1     |
| 14.     | Jakara Anthony          | Australia                   | 2022      | 1     | –      | –    | 1     |
| 14.     | Ashley Caldwell         | USA                         | 2022      | 1     | –      | –    | 1     |
| 28.     | Li Nina                 | ChRL                        | 2006–2010 | –     | 2      | –    | 2     |
| 28.     | Marie Martinod          | Francja                     | 2014–2018 | –     | 2      | –    | 2     |
| 30.     | Jelizawieta Kożewnikowa | WNP Rosja                   | 1992–1994 | –     | 1      | 1    | 2     |
| 30.     | Shannon Bahrke          | USA                         | 2002–2010 | –     | 1      | 1    | 2     |
| 32.     | Marie Lindgren          | Szwecja                     | 1994      | –     | 1      | –    | 1     |
| 32.     | Elizabeth McIntyre      | USA                         | 1994      | –     | 1      | –    | 1     |
| 32.     | Tatjana Mittermayer     | Niemcy                      | 1998      | –     | 1      | –    | 1     |
| 32.     | Xu Nannan               | ChRL                        | 1998      | –     | 1      | –    | 1     |
| 32.     | Veronica Brenner        | Kanada                      | 2002      | –     | 1      | –    | 1     |
| 32.     | Hedda Berntsen          | Norwegia                    | 2010      | –     | 1      | –    | 1     |
| 32.     | Chloé Dufour-Lapointe   | Kanada                      | 2014      | –     | 1      | –    | 1     |
| 32.     | Devin Logan             | USA                         | 2014      | –     | 1      | –    | 1     |
| 32.     | Brittany Phelan         | Kanada                      | 2018      | –     | 1      | –    | 1     |
| 32.     | Zhang Xin               | ChRL                        | 2018      | –     | 1      | –    | 1     |
| 32.     | Jaelin Kauf             | USA                         | 2022      | –     | 1      | –    | 1     |
| 32.     | Tess Ledeux             | Francja                     | 2022      | –     | 1      | –    | 1     |
| 44.     | Hilde Synnøve Lid       | Norwegia                    | 1994      | –     | –      | 1    | 1     |
| 44.     | Colette Brand           | Szwajcaria                  | 1998      | –     | –      | 1    | 1     |
| 44.     | Deidra Dionne           | Kanada                      | 2002      | –     | –      | 1    | 1     |
| 44.     | Sandra Laoura           | Francja                     | 2006      | –     | –      | 1    | 1     |
| 44.     | Marion Josserand        | Francja                     | 2010      | –     | –      | 1    | 1     |
| 44.     | Guo Xinxin              | ChRL                        | 2010      | –     | –      | 1    | 1     |
| 44.     | Anna Holmlund           | Szwecja                     | 2014      | –     | –      | 1    | 1     |
| 44.     | Kim Lamarre             | Kanada                      | 2014      | –     | –      | 1    | 1     |
| 44.     | Ayana Onozuka           | Japonia                     | 2014      | –     | –      | 1    | 1     |
| 44.     | Isabel Atkin            | Wielka Brytania             | 2018      | –     | –      | 1    | 1     |
| 44.     | Kong Fanyu              | ChRL                        | 2018      | –     | –      | 1    | 1     |
| 44.     | Julija Gałyszewa        | Kazachstan                  | 2018      | –     | –      | 1    | 1     |
| 44.     | Brita Sigourney         | USA                         | 2018      | –     | –      | 1    | 1     |
| 44.     | Fanny Smith             | Szwajcaria                  | 2018      | –     | –      | 1    | 1     |
| 44.     | Megan Nick              | USA                         | 2022      | –     | –      | 1    | 1     |
| 44.     | Kelly Sildaru           | Estonia                     | 2022      | –     | –      | 1    | 1     |
| 44.     | Anastasija Smirnowa     | Rosyjski Komitet Olimpijski | 2022      | –     | –      | 1    | 1     |
| 44.     | Marion Thénault         | Kanada                      | 2022      | –     | –      | 1    | 1     |

### Klasyfikacja państw
Poniższa tabela przedstawia klasyfikację państw, które zdobyły przynajmniej jeden medal olimpijski w narciarstwie dowolnym. Uwzględniono wspólnie medale zdobyte przez mężczyzn i kobiety. Nie zostały wliczone występy w konkurencjach pokazowych w 1988 i 1992 roku.
| Miejsce | Państwo                      | Złoto | Srebro | Brąz | Razem |
| ------- | ---------------------------- | ----- | ------ | ---- | ----- |
| 1.      | Kanada                       | 12    | 10     | 5    | 27    |
| 2.      | USA                          | 11    | 12     | 8    | 31    |
| 3.      | Szwajcaria                   | 5     | 2      | 3    | 10    |
| 4.      | ChRL                         | 4     | 8      | 4    | 16    |
| 5.      | Australia                    | 4     | 3      | 2    | 9     |
| 6.      | Norwegia                     | 4     | 2      | 4    | 10    |
| 7.      | Białoruś                     | 4     | 2      | 2    | 8     |
| 8.      | Francja                      | 3     | 6      | 6    | 15    |
| 9.      | Finlandia                    | 1     | 2      | 1    | 4     |
| 10.     | Szwecja                      | 1     | 1      | 3    | 5     |
| 11.     | Ukraina                      | 1     | 1      | –    | 2     |
| 12.     | Japonia                      | 1     | –      | 4    | 5     |
| 13.     | Czechy                       | 1     | –      | –    | 1     |
| 13.     | Uzbekistan                   | 1     | –      | –    | 1     |
| 15.     | Rosja                        | –     | 1      | 3    | 4     |
| 16.     | Olimpijscy sportowcy z Rosji | –     | 1      | 1    | 2     |
| 17.     | Austria                      | –     | 1      | –    | 1     |
| 17.     | Niemcy                       | –     | 1      | –    | 1     |
| 17.     | WNP                          | –     | 1      | –    | 1     |
| 20.     | Rosyjski Komitet Olimpijski  | –     | –      | 2    | 2     |
| 21.     | Estonia                      | –     | –      | 1    | 1     |
| 21.     | Kazachstan                   | –     | –      | 1    | 1     |
| 21.     | Nowa Zelandia                | –     | –      | 1    | 1     |
| 21.     | Wielka Brytania              | –     | –      | 1    | 1     |

#### Klasyfikacja państw według lat
W poniższej tabeli zestawiono państwa według liczby medali zdobytych w narciarstwie dowolnym podczas kolejnych edycji zimowych igrzysk olimpijskich. Przedstawiono sumę wszystkich medali (złotych, srebrnych i brązowych) we wszystkich konkurencjach łącznie.
| Państwo                      | '92 | '94 | '98 | '02 | '06 | '10 | '14 | '18 | '22 | Suma |
| ---------------------------- | --- | --- | --- | --- | --- | --- | --- | --- | --- | ---- |
| Australia                    | –   | –   | –   | 1   | 2   | 2   | 2   | 1   | 1   | 9    |
| Austria                      | –   | –   | –   | –   | –   | 1   | –   | –   | –   | 1    |
| Białoruś                     | –   | –   | 1   | 1   | 1   | 1   | 2   | 1   | 1   | 8    |
| ChRL                         | –   | –   | 1   | –   | 2   | 3   | 2   | 3   | 5   | 16   |
| Czechy                       | –   | –   | –   | 1   | –   | –   | –   | –   | –   | 1    |
| Estonia                      | –   | –   | –   | –   | –   | –   | –   | –   | 1   | 1    |
| Finlandia                    | –   | –   | 2   | 1   | 1   | –   | –   | –   | –   | 4    |
| Francja                      | 2   | 1   | 1   | 1   | 1   | 1   | 5   | 2   | 1   | 15   |
| Japonia                      | –   | –   | 1   | 1   | –   | –   | 1   | 1   | 1   | 5    |
| Kanada                       | –   | 3   | –   | 2   | 1   | 3   | 9   | 7   | 2   | 27   |
| Kazachstan                   | –   | –   | –   | –   | –   | –   | –   | 1   | –   | 1    |
| Niemcy                       | –   | –   | 1   | –   | –   | –   | –   | –   | –   | 1    |
| Norwegia                     | 1   | 2   | 1   | 1   | 1   | 2   | –   | 1   | 1   | 10   |
| Nowa Zelandia                | –   | –   | –   | –   | –   | –   | –   | 1   | –   | 1    |
| Olimpijscy sportowcy z Rosji | –   | –   | –   | –   | –   | –   | –   | 2   | –   | 2    |
| Rosja                        | –   | 2   | –   | –   | 1   | –   | 1   | –   | –   | 4    |
| Rosyjski Komitet Olimpijski  | –   | –   | –   | –   | –   | –   | –   | –   | 2   | 2    |
| Szwajcaria                   | –   | 1   | 1   | –   | 1   | 1   | –   | 4   | 2   | 10   |
| Szwecja                      | –   | 1   | –   | –   | –   | –   | 1   | –   | 3   | 5    |
| Ukraina                      | –   | –   | –   | –   | –   | –   | –   | 1   | 1   | 2    |
| USA                          | 2   | 1   | 3   | 3   | 1   | 4   | 7   | 4   | 6   | 31   |
| Uzbekistan                   | –   | 1   | –   | –   | –   | –   | –   | –   | –   | 1    |
| Wielka Brytania              | –   | –   | –   | –   | –   | –   | –   | 1   | –   | 1    |
| WNP                          | 1   | –   | –   | –   | –   | –   | –   | –   | –   | 1    |
| suma                         | 6   | 12  | 12  | 12  | 12  | 18  | 30  | 30  | 27  | 159  |

#### Klasyfikacja państw według konkurencji
W poniższej tabeli przedstawiono liczbę medali zdobytych przez poszczególne państwa w konkurencjach narciarstwa dowolnego. Zastosowano skróty używane przez Międzynarodową Federację Narciarską:
- MO – jazda po muldach,
- AE – skoki akrobatyczne,
- SX – skicross,
- SS – slopestyle,
- HP – half-pipe,
- BA – big air,
- AET – skoki akrobatyczne drużynowo.

| Państwo                      | MO (m) | AE (m) | SX (m) | SS (m) | HP (m) | BA (m) | MO (k) | AE (k) | SX (k) | SS (k) | HP (k) | BA (k) | AET | Suma |
| ---------------------------- | ------ | ------ | ------ | ------ | ------ | ------ | ------ | ------ | ------ | ------ | ------ | ------ | --- | ---- |
| Australia                    | 3      | 1      | –      | –      | –      | –      | 1      | 4      | –      | –      | –      | –      | –   | 9    |
| Austria                      | –      | –      | 1      | –      | –      | –      | –      | –      | –      | –      | –      | –      | –   | 1    |
| Białoruś                     | –      | 5      | –      | –      | –      | –      | –      | 3      | –      | –      | –      | –      | –   | 8    |
| ChRL                         | –      | 5      | –      | –      | –      | –      | –      | 8      | –      | 1      | –      | 1      | 1   | 16   |
| Czechy                       | –      | 1      | –      | –      | –      | –      | –      | –      | –      | –      | –      | –      | –   | 1    |
| Estonia                      | –      | –      | –      | –      | –      | –      | –      | –      | –      | 1      | –      | –      | –   | 1    |
| Finlandia                    | 4      | –      | –      | –      | –      | –      | –      | –      | –      | –      | –      | –      | –   | 4    |
| Francja                      | 4      | 1      | 3      | –      | 1      | –      | 2      | –      | 1      | –      | 2      | 1      | –   | 15   |
| Japonia                      | 2      | –      | –      | –      | –      | –      | 2      | –      | –      | –      | 1      | –      | –   | 5    |
| Kanada                       | 6      | 2      | 1      | 1      | 1      | –      | 5      | 2      | 5      | 2      | 1      | –      | 1   | 27   |
| Kazachstan                   | –      | –      | –      | –      | –      | –      | 1      | –      | –      | –      | –      | –      | –   | 1    |
| Niemcy                       | –      | –      | –      | –      | –      | –      | 1      | –      | –      | –      | –      | –      | –   | 1    |
| Norwegia                     | –      | –      | 1      | 1      | –      | 1      | 5      | 1      | 1      | –      | –      | –      | –   | 10   |
| Nowa Zelandia                | –      | –      | –      | –      | 1      | –      | –      | –      | –      | –      | –      | –      | –   | 1    |
| Olimpijscy sportowcy z Rosji | –      | 1      | 1      | –      | –      | –      | –      | –      | –      | –      | –      | –      | –   | 2    |
| Rosja                        | 2      | 1      | –      | –      | –      | –      | 1      | –      | –      | –      | –      | –      | –   | 4    |
| Rosyjski Komitet Olimpijski  | –      | 1      | –      | –      | –      | –      | 1      | –      | –      | –      | –      | –      | –   | 2    |
| Szwajcaria                   | –      | 1      | 2      | –      | –      | –      | –      | 2      | 1      | 3      | –      | 1      | –   | 10   |
| Szwecja                      | 1      | –      | –      | 1      | –      | 1      | –      | 1      | 1      | –      | –      | –      | –   | 5    |
| Ukraina                      | –      | 2      | –      | –      | –      | –      | –      | –      | –      | –      | –      | –      | –   | 2    |
| USA                          | 5      | 3      | –      | 6      | 3      | 1      | 7      | 2      | –      | 1      | 2      | –      | 1   | 31   |
| Uzbekistan                   | –      | –      | –      | –      | –      | –      | –      | 1      | –      | –      | –      | –      | –   | 1    |
| Wielka Brytania              | –      | –      | –      | –      | –      | –      | –      | –      | –      | 1      | –      | –      | –   | 1    |
| WNP                          | –      | –      | –      | –      | –      | –      | 1      | –      | –      | –      | –      | –      | –   | 1    |
| suma                         | 27     | 24     | 9      | 9      | 6      | 3      | 27     | 24     | 9      | 9      | 6      | 3      | 3   | 159  |